# توماس اچ. اینس
توماس هارپر اینس (انگلیسی: Thomas Harper Ince) (۱۶ نوامبر ۱۸۸۰ – ۱۹ نوامبر ۱۹۲۴) یک تهیه‌کننده، کارگردان، هنرپیشه و فیلم‌نامه‌نویس اهل ایالات متحده آمریکا بود.